# Tices
Tices es una pedanía perteneciente al municipio de Ohanes, ubicado en la parte norte, cerca del límite con el municipio de Abla.

## Demografía
| Gráfica de evolución demográfica de Tices entre 2000 y 2022 |
|                                                             |
| Datos según el nomenclátor publicado por el INE.            |

### Comunicaciones

#### Carretera
El único acceso es a través de la  AL 3404  que conecta Ohanes con Abla a través del Puerto de Santillana.

## Cultura
En los alrededores de la localidad han aparecido restos de un asentamiento romano, el cual se encuentra muy transformado y afectado por los cultivos de la zona.
El Santuario de Nuestra Señora de la Consolación es un templo neoclásico del siglo XVIII y protegido como Bien de interés cultural. 